# Linndale

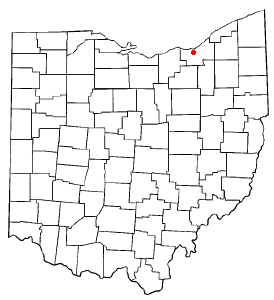
Linndale na planie stanu Ohio

Linndale – wieś w USA, w hrabstwie Cuyahoga, w stanie Ohio.
Według danych z 2000 roku wieś zamieszkiwana była przez 117 mieszkańców.